# Municipio Llica
Das Municipio Llica ist ein Verwaltungsbezirk im Departamento Potosí im Hochland des südamerikanischen Anden-Staates Bolivien.

## Lage im Nahraum
Das Municipio Llica ist eines von zwei Municipios in der Provinz Daniel Campos. Es grenzt im Norden an das Departamento Oruro, im Westen an die Republik Chile, im Süden an die Provinz Nor Lípez und im Osten an das Municipio Tahua, wobei die Grenze zu Tahua zu fast 100 Prozent im Salar de Uyuni verläuft. Das Municipio erstreckt sich über etwa 180 Kilometer in nord-südlicher und über 110 Kilometer in ost-westlicher Richtung.
Der zentrale Ort des Municipios ist die Ortschaft Llica mit 845 Einwohnern (2012) im nördlichen Teil des Municipios.

## Geographie
Das Municipio Llica liegt zwischen der westlichen Andenkette der Cordillera Occidental und der östlichen Kette der Cordillera Oriental am Ufer des Salzsees Salar de Uyuni. Das Klima in der Region ist semiarid und ein typisches Tageszeitenklima, bei dem die Temperaturen im Tagesverlauf stärker schwanken als im Jahresverlauf.
Der Jahresniederschlag liegt bei niedrigen 150 mm (siehe Klimadiagramm) und weist nur im Januar und Februar nennenswerte Monatsniederschläge von etwa 50 mm auf. Die Jahresdurchschnittstemperatur liegt bei etwa 6 °C, die Monatswerte schwanken zwischen 2 °C im Juli und knapp 9 °C im Januar und Februar, es kommt im gesamten Jahresverlauf zu häufigem Frostwechsel.

## Bevölkerung
Die Einwohnerzahl des Municipios ist zwischen 1992 und 2024 um etwa ein Drittel angestiegen:
| Jahr | Einwohner | Quelle       |
| ---- | --------- | ------------ |
| 1992 | 3133      | Volkszählung |
| 2001 | 2901      | Volkszählung |
| 2012 | 4150      | Volkszählung |
| 2024 | 4150      | Volkszählung |

Die Bevölkerungsdichte des Municipios bei der Volkszählung 2024 betrug 0,6 Einwohner/km², der Anteil der städtischen Bevölkerung ist 0 Prozent. Der Anteil der unter 15-Jährigen an der Bevölkerung beträgt 41,6 Prozent.
Der Alphabetisierungsgrad bei den über 19-Jährigen beträgt 96 Prozent, und zwar 99 Prozent bei Männern und 93 Prozent bei Frauen. Wichtigste Sprache mit einem Anteil von 82 Prozent ist Spanisch, 54 Prozent der Bevölkerung sprechen Aymara. 80 Prozent der Bevölkerung sind katholisch, 8 Prozent evangelisch.
Die Lebenserwartung der Neugeborenen liegt bei 62 Jahren. 81 Prozent der Bevölkerung haben keinen Zugang zu Elektrizität, 88 Prozent leben ohne sanitäre Einrichtung.

## Politik
Ergebnis der Regionalwahlen (concejales del municipio) vom 4. April 2010:
| Wahl- berechtigte |  | Wahl- beteiligung | gültige Stimmen |  | MSM    | MAS-IPSP | FCRP  |
| ----------------- |  | ----------------- | --------------- |  | ------ | -------- | ----- |
| 1.965             |  | 1.579             | 1.388           |  | 614    | 414      | 39    |
|                   |  | 80,9 %            | 68,1 %          |  | 57,5 % | 38,8 %   | 3,7 % |

Ergebnis der Regionalwahlen (elecciones de autoridades políticas) vom 7. März 2021:
| Wahl- berechtigte |  | Wahl- beteiligung | gültige Stimmen |  | MAS-IPSP | M.O.P.  | PUKA-SUNQU | PAN-BOL |
| ----------------- |  | ----------------- | --------------- |  | -------- | ------- | ---------- | ------- |
| 1.965             |  | 1.579             | 1.388           |  | 720      | 528     | 46         | 42      |
|                   |  | 80,36 %           | 87,90 %         |  | 51,87 %  | 38,04 % | 3,31 %     | 3,03 %  |

## Distrikte
Das Municipio unterteilt sich in die folgenden Kantone (cantones):
- 05-1401-01 Kanton Llica – 34 Ortschaften – 2.981 Einwohner
- 05-1401-02 Kanton Cahuana – 2 Ortschaften – 56 Einwohner
- 05-1401-03 Kanton Canquella – 1 Ortschaft – 212 Einwohner
- 05-1401-04 Kanton Chacoma – 7 Ortschaften – 618 Einwohner
- 05-1401-05 Kanton Palaya – 2 Ortschaften – 283 Einwohner
- 05-1401-06 Kanton San Pablo de Napa – 1 Ortschaft – 0 Einwohner

## Ortschaften im Municipio Llica
- Kanton Llica
  - Llica 845 Einw.

- Kanton Canquella
  - Canquella 160 Einw.

- Kanton Chacoma
  - Chacoma 222 Einw.

- Kanton Palaya
  - Palaya 242 Einw.